# Chloroclystis rubroviridis
Chloroclystis rubroviridis är en fjärilsart som beskrevs av W. Warren 1896. Chloroclystis rubroviridis ingår i släktet Chloroclystis och familjen mätare. Inga underarter finns listade i Catalogue of Life.